# کلاغی‌ها
کلاغی‌ها (به لاتین: Corvides)، تبارشاخه‌ای از پرندگان در راسته Passeriformes است. پیش از این به عنوان هسته کلاغ‌واران (Corvoidea) نامیده می‌شد، تاریخچه تکاملی و جغرافیای زیستی، رفتار و ریخت‌شناسی زیست‌محیطی کلاغی‌ها (Corvides) به‌طور گسترده مورد مطالعه قرار گرفته‌است. به نظر می‌رسد که کلاغی‌ها یک واگراییش جزیره‌ای را نشان می‌دهد که در همهٔ قاره‌ها به جز قطب جنوب را اشغال کرده‌است.

## رده‌بندی
کلاغی‌ها (Corvides) شامل خانواده‌های زیر است:
- لیموقبایان (Aegithinidae)
- پرستوجنگلیان (Artamidae)
- بوچانگایان (Dicruridae)
- نوک‌گاوآهن غبغبک‌دار (Eulacestomatidae)
- عفریت کلاه‌آبی (Ifritidae)
- مرغان بهشت (Paradisaeidae)
- گل‌آشیان (Corcoracidae)
- سنگ‌چشمان (Laniidae)
- زاغ‌سنگ‌چشم کاکلی (Platylophidae)
- کلاغان (Corvidae)
- کوکوسنگ‌چشمان (Campephagidae)
- Cinclosomatidae
- Falcuculidae
- نوک‌زورقی (Machaerirhynchidae)
- سنگ‌چشم بیشه (Malaconotidae)
- پیتاهای سیاه (Melampittidae)
- گنجشک‌های کوکوپذیر (Mohouidae)
- مگس‌گیر شهریار (Monarchidae)
- نوکمرکلیان (Neosittidae)
- زنگوله‌مرغان (Oreoicidae)
- پری‌شاهرخان (Oriolidae)
- سردرشتان (Pachycephalidae)
- شاه‌توت‌کوبان (Paramythiidae)
- سرفرچه‌ای بورنئو (Pityriaseidae)
- چشم‌پوپی (Platysteiridae)
- سنگ‌چشم کلاه‌خودی (Prionopidae)
- Psophodidae
- توت‌خوار خالدار (Rhagologidae)
- Rhipiduridae
- وانگایان (Vangidae)
- سرودخوانان (Vireonidae)